# Say Hello to Tragedy
Say Hello to Tragedy — седьмой полноформатный студийный альбом группы Caliban, выпущен 24 августа 2009 года в Европе на лейбле Century Media Records.
Концепция альбома Say Hello to Tragedy обыгрывает популярное выражение «то, что должно случится, не может быть предотвращено».
Трек «24 Years», открывающий альбом, был выбран первым, фронтальным синглом и в качестве промоушинга альбома и 17 июля был загружен на официальную страничку Myspace. Трек «Caliban’s Revenge» был выпущен 24 июля, а 13 августа произошла утечка альбома в сеть.
Позже, альбом взобрался на 36 строчку «German Media Control chart».
Гитарист Марк заявил:

 Если люди будут всегда держать свои глаза открытыми и по крайней мере немного заботиться об их соседях, родственниках и мире вообще, большого количества трагедий и драматических ситуаций можно было бы избежать. Некоторые из наших новых песен являются полностью вымышленными, тогда как другие обращаются к реальным трагическим отсылкам.

## Список композиций
| №                   | Название                                          | Текст песни                | Длительность |
| ------------------- | ------------------------------------------------- | -------------------------- | ------------ |
| 1.                  | «24 Years»                                        |                            | 3:49         |
| 2.                  | «Love Song»                                       |                            | 3:28         |
| 3.                  | «Caliban's Revenge»                               |                            | 4:00         |
| 4.                  | «End This Sickness»                               |                            | 4:18         |
| 5.                  | «Walk Like the Dead»                              | Andreas Dörner, Marc Görtz | 4:18         |
| 6.                  | «No One is Safe»                                  |                            | 3:43         |
| 7.                  | «Liar»                                            |                            | 4:40         |
| 8.                  | «The Degeneration of Humanity (24 Years, Part 2)» |                            | 4:08         |
| 9.                  | «Unleash Your Voice»                              |                            | 3:37         |
| 10.                 | «All I Gave»                                      | Marc Görtz                 | 5:26         |
| 11.                 | «In the Name of Progression» (Unbroken cover)     |                            | 4:48         |
| 12.                 | «Coma»                                            |                            | 3:49         |
| Общая длительность: | Общая длительность:                               | Общая длительность:        | 50:01        |

| №                   | Название                                                     | Длительность |
| ------------------- | ------------------------------------------------------------ | ------------ |
| 13.                 | «Forsaken Horizon» (Live With Full Force 4 июля 2008 года)   | 3:17         |
| 14.                 | «Between the Worlds» (Live With Full Force 4 июля 2008 года) | 4:08         |
| Общая длительность: | Общая длительность:                                          | 57:24        |

## Участники записи
- Андреас Дёрнер — вокал
- Денис Шмидт— гитара, вокал
- Марк Гёрц — гитара
- Марко Шеллер — бас
- Патрик Грюн — ударные

+
- Бенни Рихтер — продюсер
- Марк Гёртц — сопродюсер
- Звукорежиссёр — Адам Дуткевич
- Дизайн обложки — Basti Basti of Callejon

## Чарты
| Чарт(2009)                      | Позиция |
| ------------------------------- | ------- |
| Австрия (Ö3 Austria)            | 64      |
| Германия (Offizielle Top 100)   | 36      |
| Швейцария (Schweizer Hitparade) | 87      |